# Crotalaria sandoorensis
Crotalaria sandoorensis är en ärtväxtart som beskrevs av James Sykes Gamble. Crotalaria sandoorensis ingår i släktet sunnhampor, och familjen ärtväxter. Inga underarter finns listade i Catalogue of Life.